# Krumbach (Zwaben)
Krumbach is een gemeente in de Duitse deelstaat Beieren, gelegen in het Landkreis Günzburg. De stad telt 13.568 inwoners.

## Geografie
Krumbach heeft een oppervlakte van 44,75 km² en ligt in het zuiden van Duitsland.

## Geboren
- Thomas Tuchel (1973), oud-voetballer en voetbaltrainer

Aichen ·
Aletshausen ·
Balzhausen ·
Bibertal ·
Breitenthal ·
Bubesheim ·
Burgau ·
Burtenbach ·
Deisenhausen ·
Dürrlauingen ·
Ebershausen ·
Ellzee ·
Gundremmingen ·
Günzburg ·
Haldenwang ·
Ichenhausen ·
Jettingen-Scheppach ·
Kammeltal ·
Kötz ·
Krumbach ·
Landensberg ·
Leipheim ·
Münsterhausen ·
Neuburg a.d.Kammel ·
Offingen ·
Rettenbach ·
Röfingen ·
Thannhausen ·
Ursberg ·
Waldstetten ·
Waltenhausen ·
Wiesenbach ·
Winterbach ·
Ziemetshausen